# ブダグプタ
ブダグプタ（サンスクリット: बुधगुप्त, IAST: Budhagupta、在位：476年頃 – 495年頃）は、グプタ朝の王の一人。一般的にクマーラグプタ2世の後を継いで王になったと考えられているが、異説もある。

## 来歴
一般的にクマーラグプタ1世又は2世の息子と考えられているが、プルグプタの息子であるという説もある。ブダグプタはカナウジ国の王たちと緊密な関係を築き、協同して異民族のフーナ（エフタルと同一視する説もあるが、山田（1964）は同一視は誤りであるとする）を肥沃な北インドの平原から追い出そうとした。
古代都市エーランから出土した石柱碑文の中には、ブダグプタが大王（Bhupati）の称号で言及され、その配下でマハーラージャの称号を有するスラシュミチャンドラなる者がヤムナー川とナルマダー川に挟まれた地域を治めているという情報を伝える物がある。5個のダーモーダルプル銅版碑文は、プンドラヴァルダナ国（現在のベンガル地方北部にあった）が、ブダグプタ配下の副王（Uparika Mahararaja）、ブラフマダッタとジャヤダッタの二人により治められているという情報を伝える。マトゥラーから発見されたある仏像の碑文は、ブダグプタの治世に刻まれたと推定されており、ブダグプタの勢力が北部のマトゥラーにまで及んでいたことを示す。